# Stéla (Jindřich Wielgus)
Stéla je abstraktní a výrazně vertikální plastika o výšce cca 8 m, která je vyrobena z epoxidové pryskyřice a laminátu a je ukotvená na železobetonovém podstavci. Stéla se nachází v kampusu VŠB – Technické univerzity Ostrava v Ostravě-Porubě v Moravskoslezském kraji a jejími autory jsou Jindřich Wielgus a Jan Kudláček.

## Další informace
Stéla je umístěna na veřejném prostranství v prostoru nádvoří před vstupem do hlavní budovy studentských kolejí VŠB – Technické univerzity Ostrava. Vznikala v letech 1966 až 1967. Lze ji charakterizovat jako výrazný viditelný bod, sloup nebo rozcestník mezi jednotlivými bloky kolejí. Povrch díla je tmavý, prolamovaný, zvrásněný s geometricky výraznými hranami. Z blízka lze vidět další symbolické technické detaily. Je vytvořena z méně odolného laminátu a trpí poškozením povětnostními vlivy. Renovační opravy jsou zblízka na povrchu Stély jasně patrné.
Originalita tohoto díla také spočívá v tom, že vybočuje z hlavního směru tvorby Jindřicha Wielguse, který se zabýval převážně figurativními náměty v plastikách i reliéfech. Wielgusovy figurální motivy jsou přítomny i na reliéfech v interiéru hlavní chodby kolejí VŠB – Technické univerzity Ostrava.
Určitou technickou výzvou bylo také statické ukotvení Stély a její kmitání od zatížení větrem.
Stéla je volně přístupná a je součástí sbírek Univerzitního muzea VŠB – Technické univerzity Ostrava.
Stélu také vhodně doplňuje Park ke 100. výročí vzniku ČSR, který se nachází vedle hlavního vchodu u rektorátu VŠB - TUO a také další sbírky Univerzitního muzea VŠB – Technické univerzity Ostrava.

## Galerie

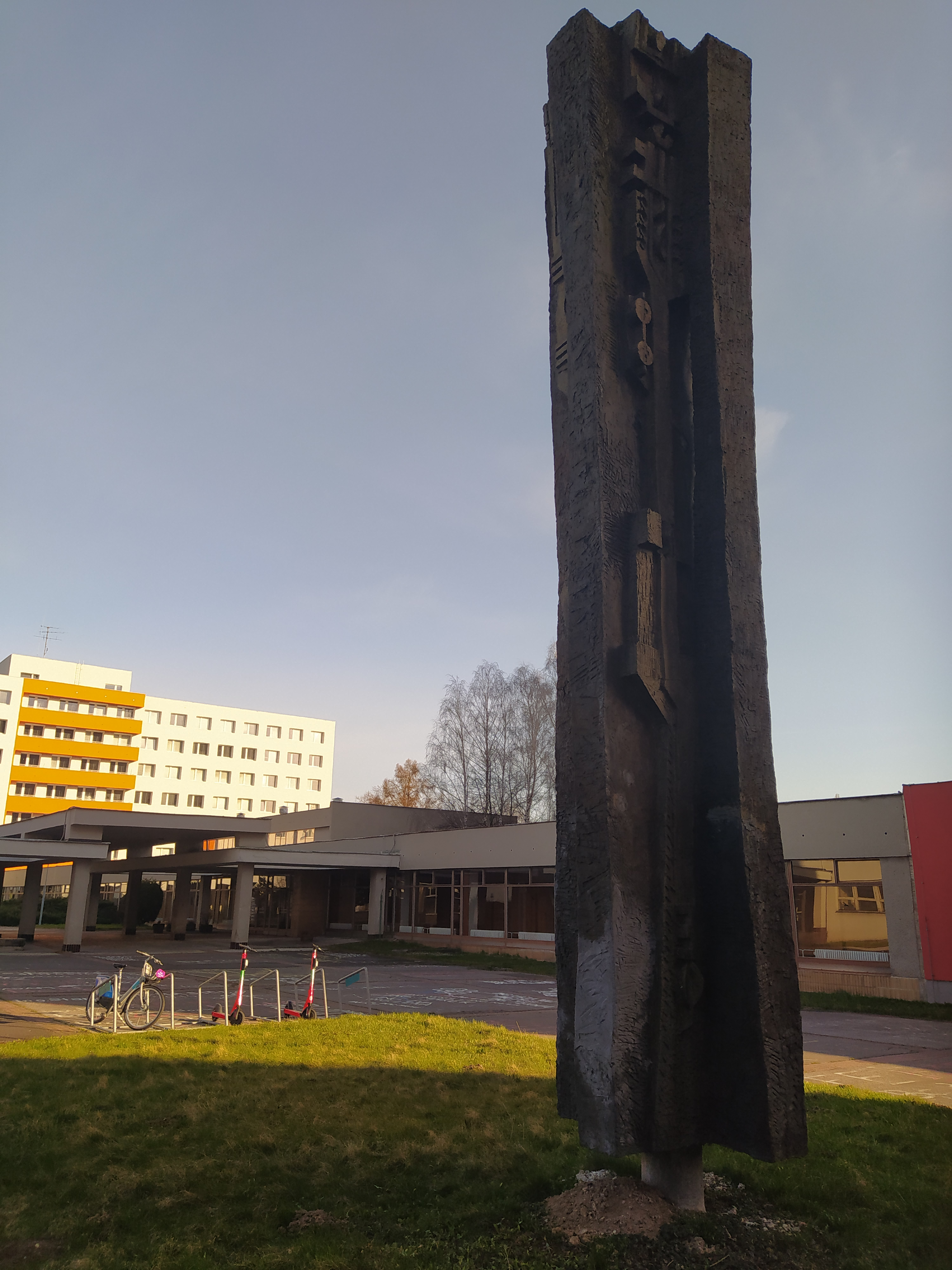